# Рождествено (аэродром)
Рождествено — спортивный аэродром, расположенный на окраине села Рождествено (Самарская область), в 6 км северо-западнее города Самара.
На аэродроме базируется аэроклуб филиала ФАУ МО РФ ЦСКА — ЦСК ВВС (самолёты Ан-2, Як-54, вертолёты Ми-2, Ми-8). Часть воздушных судов центра находится на аэродроме Кряж, расположенном в 15 км южнее.

## История
Самарский аэроклуб ОСОАВИАХИМ был создан в феврале 1934 года, за 1934—1941 годы подготовил более 2 тысяч летчиков, парашютистов, планеристов. В годы Великой Отечественной войны 9 бывших воспитанников аэроклуба были удостоены звания Героя Советского Союза.
Аэродром Самарского аэроклуба Осоавиахима находился в черте города Куйбышев в прямоугольнике нынешних улиц Мориса Тореза — Авроры — Партизанской — Мяги (в 10 км юго-западнее нынешнего местоположения аэропорта Смышляевка). Этот аэродром использовался так же в качестве городского аэропорта, встречал в годы Великой Отечественной войны многие иностранные делегации и был отмечен на немецких разведывательных картах. Просуществовал до 1957 года, затем его территория была застроена жилыми домами (в основном пятиэтажными). В 1957 году аэроклуб был перебазирован на аэродром Рождествено.
В 1964 году Постановлением Правительства СССР аэроклуб был переформирован в Куйбышевский учебный авиационный центр (УАЦ) ДОСААФ СССР имени Героя Советского Союза В. И. Фадеева.
В 1964—1991 годах Куйбышевский УАЦ ДОСААФ СССР готовил лётчиков (офицеров запаса) для ВВС и парашютистов для службы в ВДВ.
В 1991 году Куйбышевский УАЦ ДОСААФ СССР преобразован в Самарский аэроклуб ДОСААФ.
В 1993 году приказом Командующего войсками Приволжского военного округа аэродром «Рождествено», техника, учебно-материальная база и аэроклуб были переданы в состав ЦСК ВВС.
В ходе проведенных в ВВС организационно-штатных мероприятий Аэроклуб ВВС 1998 году был расформирован.
В 2000 году постановлением ЦС РОСТО на основе расформированного Аэроклуба ВВС был восстановлен Самарский областной аэроклуб РОСТО с базированием на аэродроме «Бобровка».